# Li Keqiang
Li Keqiang (født 1. juli 1955, død 27. oktober 2023) var en kinesisk politiker, der var Kinas premierminister fra 15. marts 2013. Han var andenrangeret medlem af Det kinesiske kommunistpartis politbureaus stående komite, landets besluttende organ fra 2012 til 2022.